# Beleluia, Sneatîn
Beleluia (în ucraineană Белелуя) este o comună în raionul Sneatîn, regiunea Ivano-Frankivsk, Ucraina, formată numai din satul de reședință.

## Demografie
Componența lingvistică a comunei Beleluia
     Ucraineană (99,8%)
     Alte limbi (0,2%)
Conform recensământului din 2001, majoritatea populației comunei Beleluia era vorbitoare de ucraineană (99,8%), existând în minoritate și vorbitori de alte limbi.

## Personalități
- Natalia Kobrînska (1855–1920), scriitoare și activistă politică ucraineană, organizatoare și precursoare a mișcării feministe din Ucraina